# Ghislaine Voogd
Ghislaine Voogd (Rotterdam, 1995) is een Nederlandse kookboekauteur en food-influencer. Ze blogt onder de naam Veggilaine.

## Levensloop
Voogd studeerde pedagogische wetenschappen aan de Universiteit Leiden. Tijdens haar studie organiseerde ze in het kader van het International Student Network een internationaal georiënteerd cultuurfestival voor studenten. Na haar afstuderen was Voogd van 2020 tot 2023 werkzaam als onderwijsadviseur aan de Universiteit Leiden en de Technische Universiteit Delft, waar ze zich bezighield met onderwijsvernieuwing.
Voogd is heel haar leven al vegetariër en deelt sinds 2020 recepten op Instagram vanuit de naam Veggilaine.
Haar eerste kookboek, getiteld Veggilaine, verscheen in 2024. Sinds 2025 heeft zij een column in het tijdschrift Allerhande, van Albert Heijn. Op 15 juli 2025 maakte Voogd bekend bezig te zijn met een nieuw kookboek, wat naar verwachting in het najaar van 2026 verschijnt. In 2025 doet ze mee aan het 26e seizoen van het televisieprogramma De slimste mens.

## Privé
Voogds ouders scheidden toen ze drie was. Ze woont in Amsterdam met haar vriend.

### Bestseller 60
| Boeken met noteringen in de Nederlandse Bestseller 60 | Jaar van verschijnen | Datum van binnenkomst | Hoogste positie | Aantal weken | Opmerkingen      |
| ----------------------------------------------------- | -------------------- | --------------------- | --------------- | ------------ | ---------------- |
| Veggilaine                                            | 2024                 | 25-09-2024            | 1(1wk)          | 10           | schrijversdebuut |

- Nederlandse Thesaurus van Auteursnamen: 438877845
- Virtual International Authority File: 36168590663218222609